# Georges Goychman
Georges Goychman (Parigi, 24 gennaio 1914 – Leirvik, 21 maggio 1981) è stato un generale e aviatore francese, particolarmente distintosi nel corso della seconda guerra mondiale. Decorato con la Croce di Commendatore della Legion d'onore, dell'Ordre de la Libération, della Croix de guerre 1939-1945 con cinque palme.

## Biografia
Figlio di una coppia di immigrati russi, nacque a Parigi il 24 gennaio 1914. Suo padre, naturalizzato francese lavorava come tipografo prima di arruolarsi nell'esercito, e fu ucciso nel 1915 nei combattimenti della prima guerra mondiale. Sua madre lo crebbe quindi da sola, e il bambino fu nominato pupillo della Nazione.. Dopo aver iniziato la scuola nell'XI arrondissement divenne fotografo ritoccatore all'età di 14 anni prima di riprendere gli studi quattro anni dopo. Dopo aver ottenuto il baccalaureato, entrò all'università ma non superò la parte orale di una laurea in fisica, sebbene avesse superato la parte scritta. Lavorò come insegnante supplente per alcuni mesi prima di essere chiamato per il servizio militare nell'Armée de terre nel 1938, prestando quindi servizio nell'artiglieria a Poitiers.

### La seconda a guerra mondiale

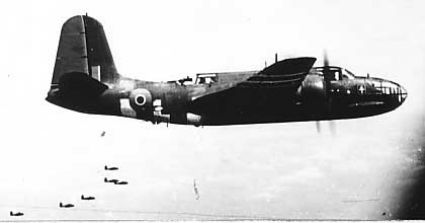
Un Douglas DB-7 Boston del Groupe de bombardement "Lorraine" in azione.

Divenuto cadetto ufficiale di riserva mentre prestava servizio militare di leva, fu mantenuto in servizio attivo nell'esercito a causa dello scoppio della seconda guerra mondiale e promosso sottotenente. Assegnato al 161° Reggimento d'artiglieria, comandò una sezione nel settore di Verdun. Attratto dall'aviazione chiese, ed ottenne, l'opportunità di diventare osservatore dall'aeroplano e nel gennaio 1940 fu trasferito alla scuola di osservatori di Dinard. Conseguì il brevetto il 1 giugno, nel pieno della battaglia di Francia, e di fronte all'avanzata delle truppe tedesche, dovette ritirarsi a Pau con tutto il personale della scuola. Rifiutando l'armistizio del 22 giugno 1940, tre giorni dopo fuggì verso l'Algeria bordo di un aereo pilotato da Francis Melville-Lynch. Giunto ad Orano, il mese successivo fu assegnato a Rabat nell'Armée d'armistice e poi smobilitato il 31 agosto. Desideroso di continuare a combattere, decise di unirsi alla Francia Libera e si imbarcò a Tangeri su una nave che lo portò a Gibilterra e poi in Inghilterra dove giunse a Londra nell'ottobre 1940. Arruolatosi nelle Forces aériennes françaises libres, fu subito promosso tenente e assegnato all'aeroporto di Odiham dove comandò una sezione di allievi piloti. Lasciò l'Inghilterra il 1° giugno 1941 raggiungendo la base di Rayak, in Libano, dove comandò il parco aereo prima di essere trasferito al Groupe de bombardement Lorraine il 1°ottobre dello stesso anno.
Con tale reparto prese parte partecipò alla guerra nel deserto sopra la Libia dall'ottobre 1941 al gennaio 1942, effettuando ventiquattro missioni di bombardamento. Ottenne una citazione per le numerose missioni effettuate sul passo di Halfaya.
Distaccato per quattro mesi presso il personale di terra della base di Rayak, rientrò nel gruppo da bombardamento il 1° giugno 1942, venendo assegnato alla Escadrille Nancy. Con questo reparto nell'ottobre 1942 partì per la Gran Bretagna e poi, come tutto il personale del gruppo, effettuò un periodo di istruzione e addestramento nelle tecniche della Royal Air Force (RAF). Nell'aprile 1943, rientrò nel Groupe de bombardement Lorraine, al comando del capitano Yves Ezanno, ora pienamente integrato nella RAF. Partecipò alle operazioni sul fronte europeo e partecipò a ventotto missioni sulla Francia e sui Paesi Bassi, di cui quattro a volo radente. Mentre bombardava le rampe di lancio delle V-1 il 23 dicembre 1943, il suo aereo fu colpito dalla contraerea. Ai comandi dell'aereo vi era il suo compagno Francis Melville-Lynch che riuscì a riportare il Douglas DB-7 Boston Mk.III in Inghilterra ma dovette effettuare un atterraggio di fortuna. Lui e Melville-Lynch rimasero gravemente feriti mentre i loro due mitraglieri, sottotenente Prandi e il sergente Génestal de Chaumeil, morirono nello schianto. Tornato al combattimento, fu nuovamente ferito il 10 aprile 1944 quando il suo aereo fu colpito dal fuoco antiaereo ma uscì illeso l'8 maggio quando il suo aereo fu nuovamente colpito. Promosso capitano nel giugno 1944 e dopo aver completato 51 missioni di guerra con 341 ore di volo, lasciò il Groupe de bombardement Lorraine nel luglio 1944 per servire come ufficiale di collegamento nello staff del generale Marie-Pierre Kœnig al comando delle forze francesi in Gran Bretagna. Nell'aprile 1945 effettuò altre quattro missioni belliche. Nel settembre del 1945, accompagnò l'amico Melville-Lynch a bordo del Boeing B-17 Flying Fortress "Bir-Hakeim" offerto al generale Kœnig dal generale Dwight D. Eisenhower per trasportare Georges Thierry d'Argenlieu in Indocina. Rientrato poi in Europa via Stati Uniti d'America, l'equipaggio del bombardiere completò un giro del mondo in 137 ore.
Dopo la fine del conflitto proseguì la carriera militare, al Groupe de liaisons aériennes ministérielles (GLAM) presso la base aerea di Villacoublay e venne promosso comandante. Dal gennaio 1951 all'aprile 1952, partecipò alla guerra d'Indocina come navigatore e pilota. Promosso tenente colonnello, ottenne il brevetto di pilota di elicottero nel giugno 1956 e partecipò poi alla guerra d'Algeria dal 1957 al 1958, comandando il posto di Tlemcen. Promosso colonnello nell'aprile 1961, divenne generale di brigata nel 1965 e si ritirò lo stesso anno prima di essere assegnato alla 2ªsezione nel 1970. Si spense a Parigi il 23 maggio 1981 fu sepolto a Orly, nella Valle della Marna.